# Quintus Marcius Rex (praetor in 144 v.Chr.)

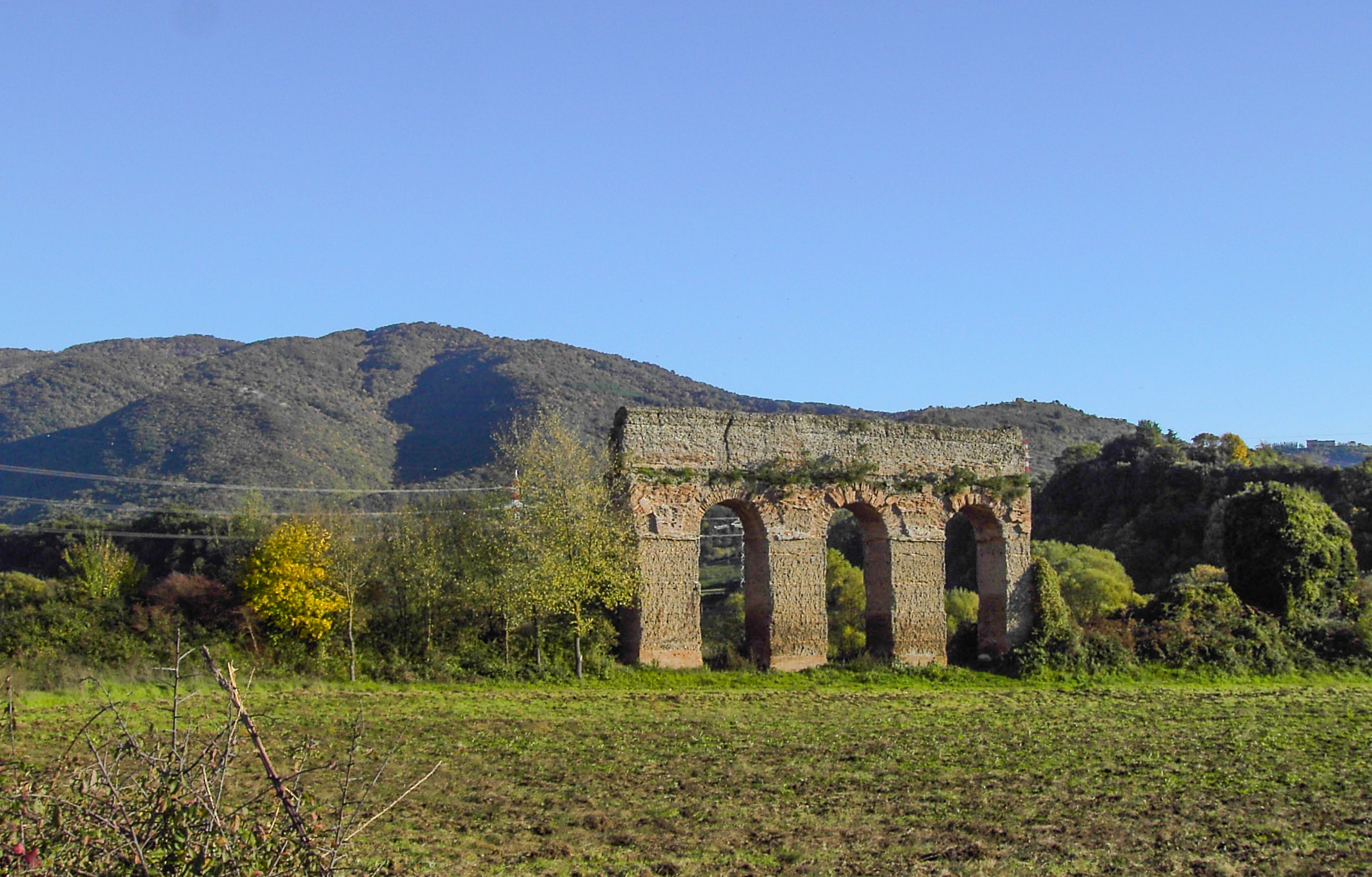
De Aqua Marcia bij Tivoli

Quintus Marcius Rex was praetor in 144 v.Chr..
Hij werd door de senaat opgedragen een aquaduct te bouwen. Opdat hij na zijn ambtsperiode het werk zou kunnen verderzetten werd zijn imperium verlengd voor een jaar. Het aquaduct zou naar hem genoemd worden: Aqua Marcia en was een van de belangrijkste aquaducten van Rome.

## Antieke bronnen
- Frontinus, De aquis urbis Romae 12.
- Plinius maior, Naturalis Historia XXXI 3 § 24.
- Plutarchus, Coriol. 1.

## Referentie
- W. Smith, art. Rex, Marcius (3), in W. Smith (ed.), A dictionary of Greek and Roman biography and mythology, III, Boston, 1867, p. 645.